# 25 серпня
25 серпня — 237-й день року (238-й у високосні роки) у григоріанському календарі. До кінця року залишається 128 днів.

## Свята і пам'ятні дні

### Міжнародні
- День примирливого поцілунку.

### Національні
- Уругвай: День проголошення Незалежності. (1825)
- Франція: День визволення.
- Бразилія: День солдата.

### Релігійні

#### Християнство
Католицизм
- Людовик IX Святий
- Йосип де Каласанс.

Православ'я
- Перенесення мощей апостола Варфоломія.
- Апостола від 70-х Тита, єпископа Критського.
- Святителів Варсиса і Євлогія, єпископів Едеських, і Протогена, єпископа Карійського, сповідника.
- Святителя Мини, патріарха Константинопольського.

## Іменини
- Православні: Варфоломій[1]

## Події
- 1604 — Лжедмитрій I з польсько-українським військом почав похід на Москву.
- 1609 — Галілео Галілей продемонстрував венеційській Малій раді (раді дожа) новий пристрій — телескоп.
- 1621 — в табір під Хотином на підмогу королю Владиславу проти османів прибуло 45 000 козаків з Яцьком Бородавкою.
- 1718 — французи заснували в Північній Америці Новий Орлеан.
- 1792 — задунайська козацька флотилія прибула в Темрюк на Кубані. Там рівно через 100 років в пам'ять про цю подію спорудили пам'ятник запорожцям.
- 1793 — революційні французькі війська взяли Марсель.
- 1825 — Уругвай проголосив незалежність від Бразильської імперії.
- 1830 — у Брюсселі почалося повстання проти голландців.
- 1912 — у Республіці Китай засновано партію Гоміндан («партія народної держави»).
- 1915 — німецькі війська взяли Брест-Литовськ.
- 1918 — вийшов у світ перший номер газети «Звон» (Дзвін) під редакцією Янки Купали.
- 1919 — під час наступу на Київ Армія УНР звільнила Фастів.
- 1929 — дирижабль «Граф Цепеллін», що вилетів із Токіо, прибув до Сан-Франциско.
- 1933 — домовленість між урядом Третього Рейху та єврейською адміністрацією в Палестині, яка дозволяла німецьким євреям переїхати до Палестини та інших країн.
- 1941 — радянські і британські війська окупували Іран.
- 1964 — радянський дисидент, українець Петро Григоренко був позбавлений звання генерал-майора.
- 1991 — під час війни Хорватії за незалежність почалася битва за Вуковар.
- 1991 — Верховна Рада Білоруської РСР проголосила незалежність країни від СРСР.

## Народились
Дивись також Категорія:Народились 25 серпня
- 1724 — Джордж Стаббс, британський вчений-біолог і художник-анімаліст. Автор праці «Анатомія коня» (1766).
- 1819 — Алан Пінкертон, американський підприємець шотландського походження. Один з перших детективів США.
- 1866 — Володимир Косинський, український вчений-економіст, співзасновник Української Академії наук.
- 1868 — Сергій Ізотов, старшина Дієвої армії УНР.
- 1905 — Абрам Луфер, український радянський піаніст і педагог, заслужений діяч мистецтв Української РСР.
- 1918 — Леонард Бернстайн, американський диригент, композитор, піаніст, педагог та просвітник єврейсько-українського походження.
- 1924 — Павло Загребельний, український письменник.
- 1930 — Шон Коннері, шотландський кіноактор і продюсер.
- 1938 — Борис Михайлов, український артфотограф, що постійно живе в Берліні й Харкові, вважається класиком сучасної фотографії.
- 1938 — Фредерік Форсайт, англійський письменник («День Шакала»)
- 1940 — Микола Жулинський, український літературознавець і політик, директор Інституту літератури ім. Т. Г. Шевченка, академік НАН України.
- 1949 — Джин Сіммонс (музикант), американський бас-гітарист, вокаліст, актор і підприємець. Найзнаніший як один із засновників групи Kiss.
- 1963 — Юрій Вербицький, сейсмолог, кандидат наук, активіст Євромайдану.
- 1970 — Клаудія Шиффер, німецька топмодель і акторка.
- 1971 — Джон Парко, італійський хокеїст.
- 1987 — Блейк Лайвлі, американська актриса.
- 1987 — Емі Макдональд, шотландська софт- та фолькрок співачка, автор-виконавець.

## Померли
Дивись також Категорія:Померли 25 серпня
- 1776 — Девід Юм, шотландський філософ-емпірист, історик та економіст, діяч епохи Просвітництва.
- 1867 — Майкл Фарадей, англійський фізик і хімік, який відкрив електромагнітну індукцію, творець генератора
- 1900 — Фрідріх Ніцше, німецький філософ
- 1963 — Іван Багряний, український письменник, прозаїк, публіцист, політичний діяч
- 1963 — Володимир Дорошенко, український громадсько-політичний діяч, бібліограф і літературознавець
- 1972 — Люсьєн Булл, ірландський винахідник.
- 1984 — Трумен Капоте, американський письменник.
- 2008 — Михайло Сирота, народний депутат України, один із розробників Конституції України 1996 року.
- 2012 — Ніл Армстронг, американський військово-морський льотчик ВМС США і астронавт. Командир «Аполлона-11», перший землянин, який ступив на поверхню Місяця.
- 2013 — Жилмар, бразильський футболіст, дворазовий чемпіон світу з футболу.
- 2016 — Джеймс Вотсон Кронін, американський фізик, лауреат Нобелівської премії з фізики.
- 2018 — Джон Маккейн, американський військовик і політик.